# Rivière Corossol
Rivière Corossol är ett vattendrag i Guadeloupe (Frankrike). Det ligger i den sydvästra delen av Guadeloupe, 18 km norr om huvudstaden Basse-Terre.